# Nicholas Brendon
Nicholas Brendon de son vrai nom Nicholas Brendon Schultz, né le 12 avril 1971 à Los Angeles, Californie, est un acteur américain,. Il obtient une notoriété mondiale en jouant le rôle d'Alex dans la série Buffy contre les vampires (1997) et Kevin Lynch dans la série Esprits criminels (2007).
En parallèle, il a joué dans les films comme : Psycho Beach Party (2000), Des souvenirs pour Noël (2009), Surge of Power: Revenge of the Sequel (2017), Redwood (2018), mais aussi dans les récits acclamés par la critique tels que : Big Gay Love (2013), Coherence (2014), Tics (2019), Wanton Want (2021) ou encore Dawn (2022),,.

## Biographie
Nicholas Brendon est né le 12 avril 1971 à Los Angeles, Californie.
Il a un frère jumeau, Kelly Donovan, qui a joué dans un épisode de Buffy contre les vampires (Le Double), et qui a aussi été cascadeur dans cette série, ainsi que dans la série Alias.
Ses parents ont divorcé alors qu'il était très jeune. Il a deux autres frères cadets, Kyle et Christian Schultz.
Il voulait d'abord faire une carrière de joueur de baseball mais a dû y renoncer en raison d'une blessure au bras.

## Carrière
Lorsqu'il était jeune, il était atteint de bégaiement. Pour s'en débarrasser, il s'est tourné vers une carrière d'acteur à l'âge de 20 ans. Il a été acteur pendant deux ans, jouant surtout dans des publicités, avant d'abandonner pour commencer des études de médecine. Mais il a rapidement abandonné et a fait plusieurs métiers, tels que concierge, plombier, serveur et assistant de production pendant trois ans.
Après avoir été renvoyé de ce dernier poste, il a décidé de retenter sa chance en tant qu'acteur
Quelques mois plus tard, il a obtenu l'un des rôles principaux, celui d'Alexander Harris, de la série télévisée Buffy contre les vampires après quatre jours d'auditions. Il a tenu ce rôle qui l'a rendu célèbre pendant toute la durée de la série, de 1997 à 2003, apparaissant dans tous les épisodes sauf un.
À la suite de l'arrêt de Buffy contre les vampires, il est apparu dans plusieurs films ou séries télévisées qui sont passés relativement inaperçus.
En 2007, il a obtenu un rôle récurrent dans la série télévisée Esprits criminels, apparaissant dans une vingtaine d'épisodes. En 2009, il joue dans le téléfilm de Noël à succès Des souvenirs pour Noël. En 2010 et 2011, il a joué un rôle récurrent dans la série télévisée Private Practice.
En 2013, il obtient un des rôles principaux dans le film acclamé par la critique Big Gay Love,,,,.
En 2014, il est en tête d'affiche du film culte Cohérence, ayant également pour vedette Elizabeth Gracen, qui est unanimement acclamé aussi bien pour son scénario, que pour les jeux des acteurs,,,,,.
En 2017, il fait une courte apparition dans le film Surge of Power: Revenge of the Sequel, aux côtés de Eric Roberts et Austin St. John (Power Rangers). La même année, il s'illustre dans le film d'horreur Redwood.
En 2018, il est au premier plan du film d'action Milk and Honey: The Movie, qui reçoit de bonnes critiques.
En 2019, il joue dans le court-métrage Tics, qui obtient l'excellente note de 9,3/10 sur imdb.
En 2021, il est l'acteur principal du film Wanton Want.
En 2022, il obtient un rôle dans le film d'horreur Dawn, aux côtés de Eric Roberts.

## Filmographie

### Cinéma

#### Longs métrages
- 1995 : Les Démons du maïs 3 : Les Moissons de la Terreur (The Children of the Corn 3) de James D.R. Hickox : Un joueur de basket
- 2000 : Psycho Beach Party de Robert Lee King : Starcat
- 2002 : Demon Island (en) de David Hillenbrand et Scott Hillenbrand : Kyle
- 2007 : Unholy (en) de Daryl Goldberg : Lucas
- 2008 : Blood on the Highway (en) de Barak Epstein et Blair Rowan : Chase Sinclair
- 2010 : The Portal de Serge Rodnunsky : Paul
- 2013 : Coherence de James Ward Byrkit : Mike
- 2013 : Big Gay Love de Ringo Le : Andy
- 2014 : The Morningside Monster de Chris Ethridge : Mark Matthews
- 2014 : Indigo de John Hawthorne Smith : Gary
- 2017 : Redwood de Tom Paton : Vincent
- 2018 : Milk and Honey : The Movie de Matt Gambell : Brad Walsh
- 2018 : The Nanny de Joel Novoa : David
- 2021 : Wanton Want de Joston Theney : Douglas Paynter
- 2022 : Dawn de Nicholas Ryan : L'homme à la station service

#### Court métrage
- 2011 : The Quincy Rose Show de Justin Carroll : Nicky
- 2019 : Tics de Ted E. Haynes : Neal

### Télévision

#### Séries télévisées
- 1993 : Mariés, deux enfants (Married… with Children) : Le type dans le Ray-Ray's Gang
- 1997 - 2003 : Buffy contre les vampires (Buffy the Vampire Slayer) : Alexander Harris
- 2005 - 2006 : Kitchen Confidential : Seth Richman
- 2006 - 2007 : American Dragon : Jake Long : Un homme (voix)
- 2007 - 2014 : Esprits criminels (Criminal Minds) : Kevin Lynch
- 2008 : Turbo Dates : Cameron
- 2009 : FBI : Portés disparus (Without a Trace) : Edger
- 2010 - 2011 : Private Practice : Lee McHenry
- 2012 : Hollywood Heights : Dan Testa
- 2014 - 2015 : Faking It : Jackson Lee
- 2019 : Web/Sombre : Donavan

#### Téléfilms
- 2004 : Céleste in the City de Larry Shaw : Dana Blodgett / Harrison
- 2006 : La famille Frappa-Dingue (Relative Chaos) de Steven Robman : Gil Gilbert
- 2007 : Fire Serpent de John Terlesky : Jake Relm
- 2009 : Des souvenirs pour Noël (A Golden Christmas) de John Murlowski : Michael
- 2009 : Mon voisin si secret (My Neighbor's Secret) de Leslie Hope : Brent

### Web-série
- 2019 : Noob : Ethan Sprite[26]